# مارشال (تگزاس)
مارشال، تگزاس (به انگلیسی: Marshall, Texas) شهری در ایالت تگزاس از ایالات جنوبی ایالات متحده آمریکا است. در سرشماری سال ۲۰۰۰، جمعیت این شهر ۲۳،۹۳۵ (city proper) نفر اعلام شد.
عمارت سابق دادگستری شهرستان هریسون در این شهر قرار دارد.